# Ritratto di Beatrice Cenci
Il Ritratto di Beatrice Cenci è un dipinto attribuito a Guido Reni (o ai suoi allievi), attualmente conservato alla Gallerie nazionali d'arte antica, presso il Palazzo Barberini di Roma. Il soggetto dell'opera è Beatrice Cenci, nobildonna romana che fu giustiziata per parricidio all'epoca del papato di Papa Clemente VIII.

## Storia e descrizione
L'identificazione dell'artista che ha dipinto l'opera è stata ampiamente dibattuta, con la sua attribuzione in passato, da parte di molti critici, ad Elisabetta Sirani, con conseguente sua classificazione come affermazione da parte di una femminista del XVII secolo. Si è anche fatto il nome della pittrice bolognese Ginevra Cantofoli. Il soggetto dell'opera, Beatrice Cenci, è raffigurata con indosso una veste bianca, riconducibile alla Sibilla oppure ad una vergine vestale, in grado di evocare compassione. Il suo sguardo melanconico è rivolto indietro, ad un angolo.
Tradizionalmente si ritiene che il dipinto sia stato realizzato per il cardinale Ascanio Colonna. L'opera è stata capace di ispirare molti artisti, soprattutto romantici, tra cui Stendhal, Percy Shelley, Alexandre Dumas, Antonin Artaud e Francesco Domenico Guerrazzi. La disputa sulla sua attribuzione e la sua influenza sono state particolarmente accese, in grado di suscitare interesse tanto quanto la tela stessa. Senza alcuna documentazione, si sostiene che Reni sia entrato nella cella della donna il giorno prima dell'esecuzione, o forse fu in grado di vederla mentre lei si dirigeva al patibolo. Altri sostengono che l'artista non fosse neanche a Roma all'epoca dei fatti. Il primo catalogo della collezione Barberini definisce la tela raffigurante la Cenci come opera di un artista ignoto; soltanto successivamente sarà ricondotta al Reni.
Una curiosità: il dipinto compare nel famoso film di David Lynch, Mulholland Drive (2001), nell'appartamento in cui vive la protagonista Betty, interpretata da Naomi Watts.